# Phil Lewis (lekkoatleta)
Phillip John Lewis (ur. 10 listopada 1949) – walijski lekkoatleta, średniodystansowiec.
Odpadł w eliminacjach biegu na 800 metrów na Igrzyskach Brytyjskiej Wspólnoty Narodów w 1970 w Edynburgu.
Jako reprezentant Wielkiej Brytanii zdobył srebrny medal w biegu na 800 metrów na halowych mistrzostwach Europy w 1971 w Sofii, przegrywając tylko z Jewhenem Arżanowem ze Związku Radzieckiego, a wyprzedzając Andrzeja Kupczyka z Polski.
Zajął 6. miejsce w sztafecie 4 × 400 metrów i 8. miejsce w biegu na 800 metrów na Igrzyskach Brytyjskiej Wspólnoty Narodów w 1974 w Christchurch. Odpadł w eliminacjach biegu na 800 metrów na halowych mistrzostwach Europy w 1976 w Monachium.
Był brązowym medalistą mistrzostw Wielkiej Brytanii (AAA Championships) w biegu na 800 metrów w 1971 oraz mistrzem w hali na tym dystansie w 1971 i 1976.
Jego rekord życiowy w biegu na 800 metrów wynosił 1:46,26. Został ustanowiony 27 stycznia 1974 w Christchurch.